# Une seconde chance (film, 2014)
Pour les articles homonymes, voir Une seconde chance.
Pour plus de détails, voir Fiche technique et Distribution.
Une seconde chance (The Best of Me) est un film américain réalisé par Michael Hoffman, sorti en 2014.
Il s'agit de l'adaptation cinématographique du roman du même nom de l'écrivain Nicholas Sparks.

## Synopsis
Amanda et Dawson tombent amoureux durant l'été 1992 et filent le parfait amour jusqu'au jour où par accident, lors d'une bagarre avec son père, Dawson tue son cousin Bobby d'une balle dans le front. Dawson est jugé et incarcéré huit ans. Amanda vient lui rendre visite tous les jours mais il refuse de la voir afin qu'elle puisse concrétiser ses rêves.
Vingt-et-un ans plus tard, Dawson travaille sur une plate-forme pétrolière ; Amanda est mariée et a un enfant nommé Jared. Une explosion survient sur la plate-forme, mais Dawson s'en sort miraculeusement. C'est à ce moment qu'Amanda et Dawson apprennent la mort d'un ancien ami, qui comptait beaucoup pour eux. 
Ils se retrouvent alors et revivent quelques jours heureux, mais tout a une fin. Amanda doit retourner auprès de son mari et de son fils, laissant Dawson derrière elle.

## Fiche technique
- Titre : Une seconde chance
- Titre original : The Best Of Me
- Réalisation : Michael Hoffman
- Scénario : J. Mills Goodloe, Will Fetters, d’après l’œuvre de Nicholas Sparks
- Direction artistique : Raymond Pumilia
- Décors : Tim Cohn
- Casting : Elizabeth Coulon
- Costumes : Ruth E. Carter
- Photographie : Oliver Stapleton
- Son :
- Montage : Matt Chesse
- Musique : Aaron Zigman
- Production : Nicholas Sparks, Denise Di Novi, Alison Greenspan, Ryan Kavanaugh, Theresa Park
- Société de production : Di Novi Pictures, Relativity Media
- Distribution : DiNovi Pictures, Relativity Media
- Budget :
- Pays d’origine :  États-Unis
- Langue originale : anglais
- Format : couleur
- Durée : 118 minutes
- Genres : romantique, dramatique
- Dates de sortie :
  -  États-Unis : 17 octobre 2014
  -  France : 24 avril 2015

## Distribution
- James Marsden (VFB : Pierre Lognay) : Dawson Cole
- Michelle Monaghan (VFB : Maia Baran) : Amanda Collier Reynolds
- Luke Bracey (VFB : Sébastien Hébrant) : Dawson jeune
- Liana Liberato (VFB : Audrey d'Hulstère) : Amanda jeune
- Gerald McRaney (VFB : Patrick Descamps) : Tuck Hostetler
- Sebastian Arcelus (VFB : Antoni Lo Presti) : Frank Reynolds
- Ian Nelson : Jared Reynolds
- Sean Bridgers (VFB : Frédéric Meaux) : Tommy Cole
- Rob Mello : Ted Cole
- Hunter Burke : Abee Cole
- Clarke Peters : Morgan Dupree
- Jon Tenney : Harvey Collier
- Robby Rasmussen (VFB : Gauthier de Fauconval) : Bobby / Aaron
- Schuyler Fisk : April
- Caroline Hebert : April jeune
- Caroline Goodall : Evelyn Collier

Photos des acteurs principaux
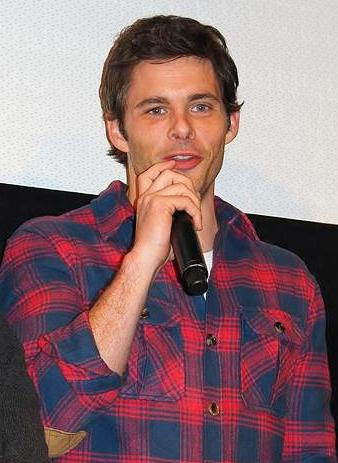
James Marsden dans le rôle de Dawson Cole
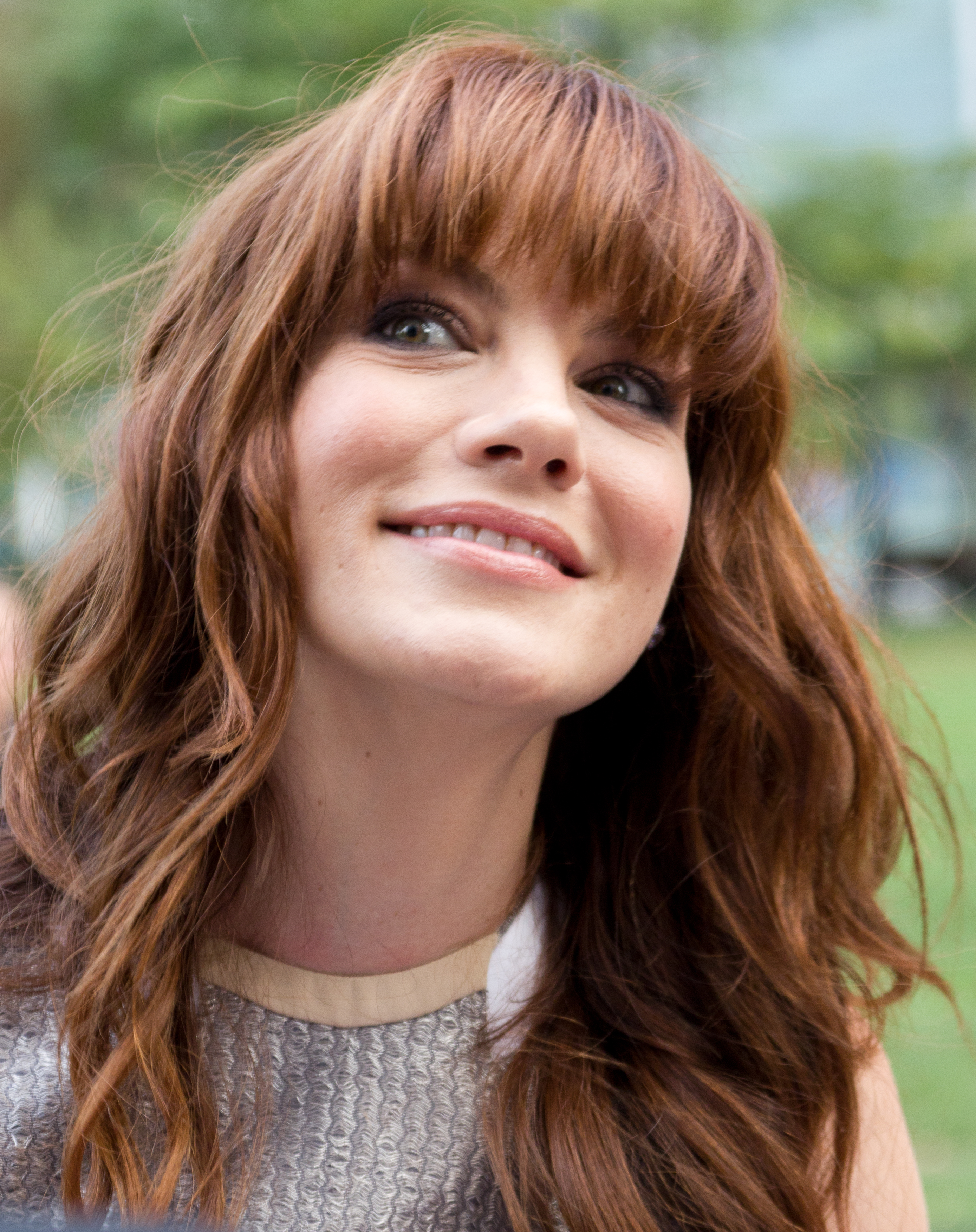
Michelle Monaghan dans le rôle d'Amanda Collier Reynolds
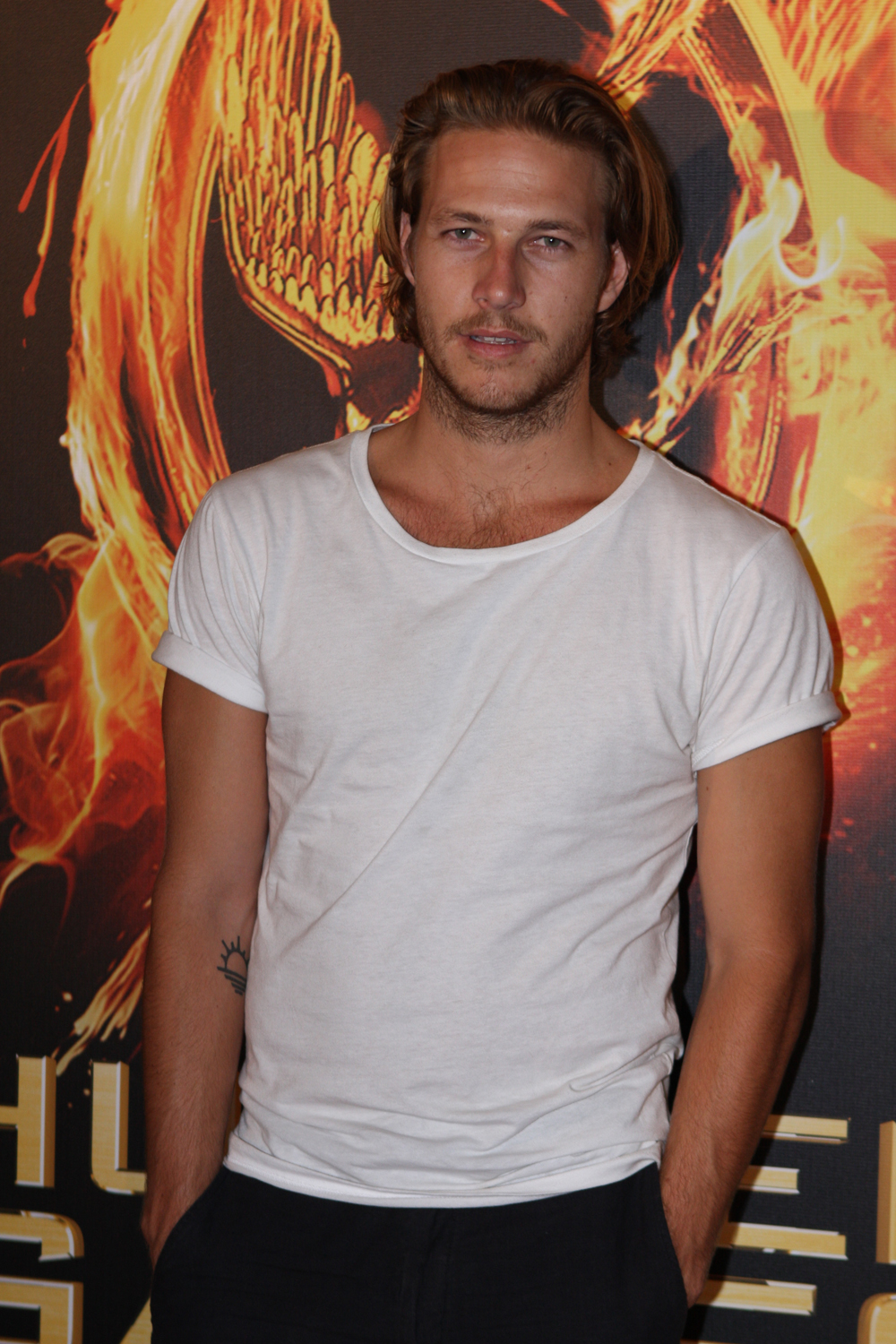
Luke Bracey dans le rôle de Dawson jeune
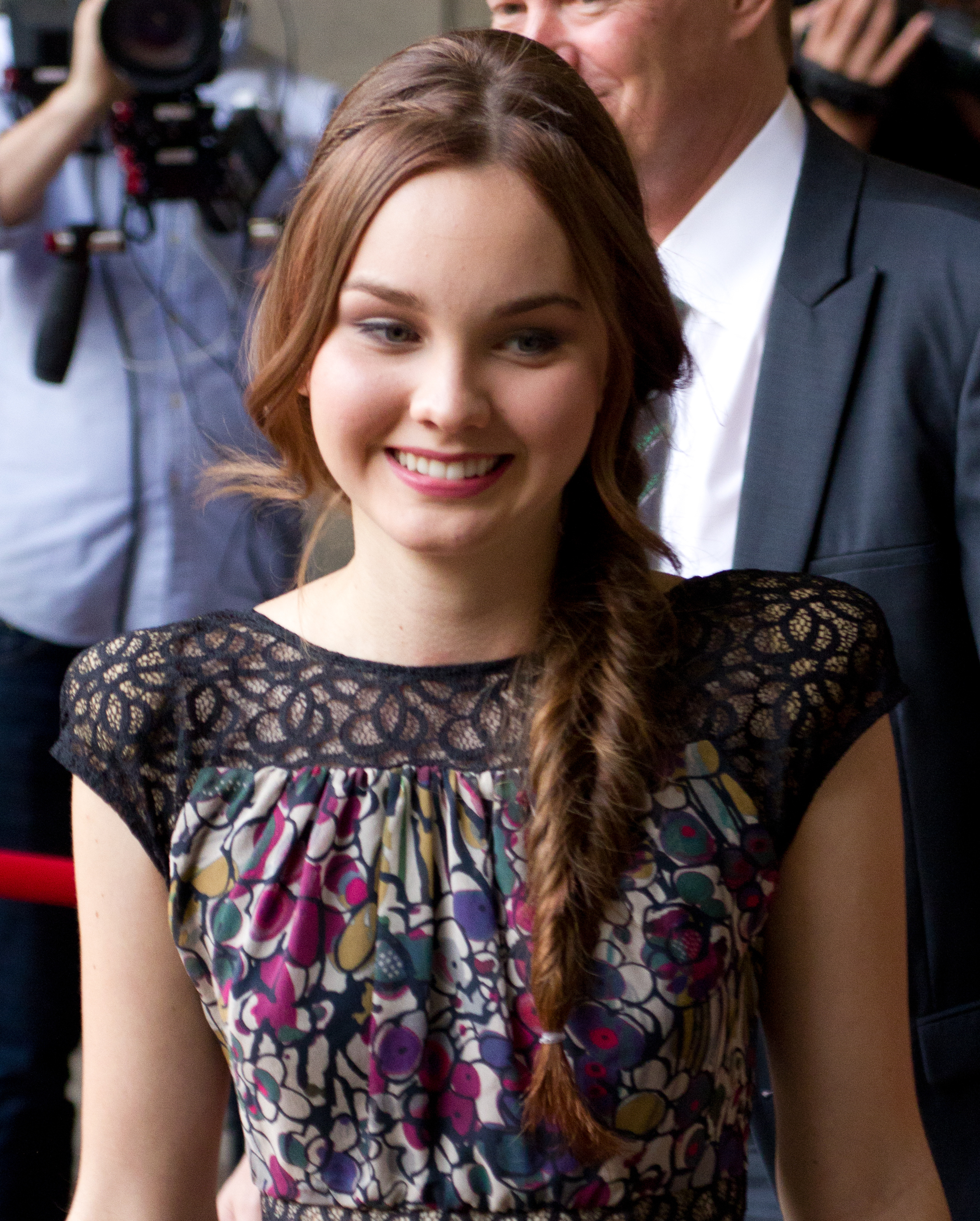
Liana Liberato dans le rôle de Amanda jeune
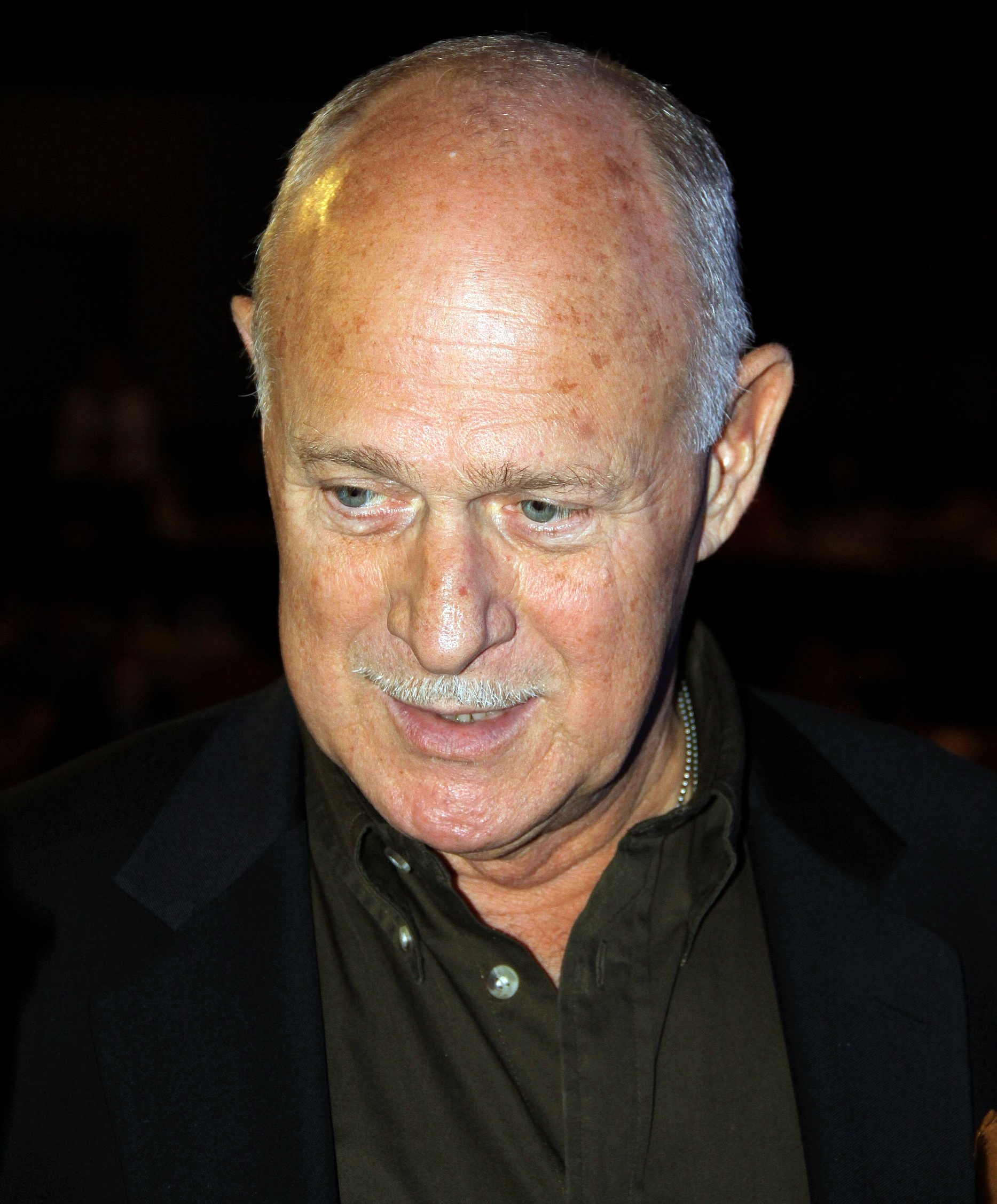
Gerald McRaney dans le rôle de Tuck Hostetler

## Autour du film

### Chansons du film
1. I Did with You, interprété par Lady Antebellum : 3:15
2. Dream Girl, interprété par Hunter Hayes  : 3:39
3. Hold On, interprété par SHEL et Gareth Dunlop : 3:26
4. In Love Again, interprété par Colbie Caillat : 3:31
5. The Way Things Go, interprété par Thomas Rhett : 4:06
6. Borrowed Time, interprété par Thompson Square : 4:12
7. Lead Me, interprété par Kip Moore : 3:50
8. Love Is a Liar, interprété par Kacey Musgraves : 3:15
9. Falling for You, interprété par Lady Antebellum : 3:54
10. Rain from Heaven, interprété par Eric Paslay : 3:58
11. All the Way, interprété par David Nail : 2:56
12. Unchanged, interprété par Eli Young Band : 3:35
13. Sweet Jane, interprété par Cowboy Junkies : 3:27
14. Crossroads, interprété par Phoebe Hoffman : 4:48